# Coupe d'Afrique des nations de football 1992
Navigation
Algérie 1990 Tunisie 1994
La Coupe d'Afrique des nations de football 1992 a lieu au Sénégal du 12 au 26 janvier 1992. Elle est remportée par la Côte d'Ivoire.
Pour la première fois de l'histoire, la phase finale de la Coupe d'Afrique des nations réunit 12 équipes.

## Qualifications

### Résultats
Voir les résultats de Qualification à la Coupe d'Afrique des Nations de football 1992

### Nations qualifiées

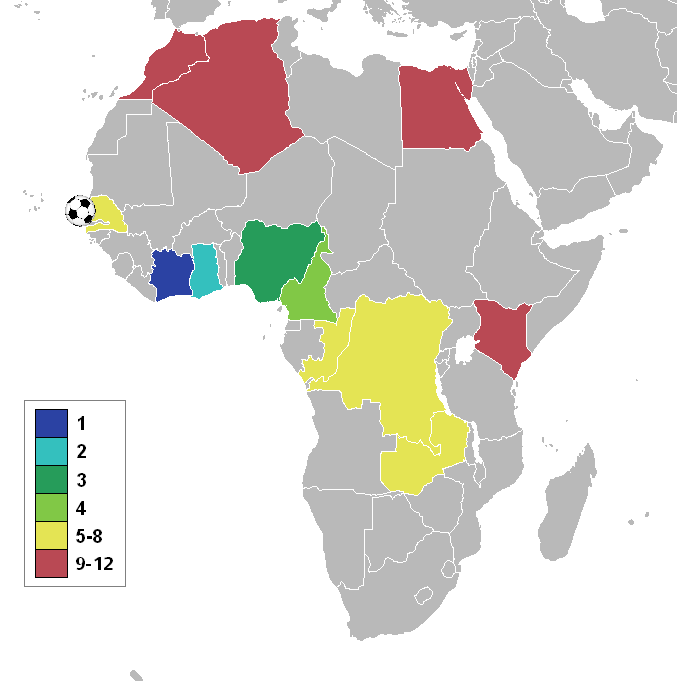
Pays qualifiés

Classées par leur nombre de participations à la CAN.
- Égypte (13e participation à la CAN)
- Côte d'Ivoire (10e participation)
- Nigeria (9e participation)
- Ghana (9e participation)
- Algérie (8e participation)
- Zaïre (8e participation)
- Cameroun (8e participation)
- Maroc (7e participation)
- Zambie (6e participation)
- Sénégal (5e participation)
- Kenya (4e participation)
- Congo (4e participation)

## Tournoi final

### Groupes
Groupe A
- Kenya
- Nigeria
- Sénégal

Groupe B
- Cameroun
- Maroc
- Zaïre

Groupe C
- Algérie
- Côte d'Ivoire
- Congo

Groupe D
- Égypte
- Ghana
- Zambie

### Stades
- Stade de l'Amitié (Dakar)
- Stade Aline Sitoe Diatta (Ziguinchor)

### Résultats

#### Groupe A
| 12 janvier 1992 | Nigeria                | 2 – 1 | Sénégal     | Stade Leopold Senghor, Dakar                 |                                              |
|                 | Siasia 13e · Keshi 89e |       | 36e Bocandé | Spectateurs : 60 000 Arbitrage : Nizar Watti | Spectateurs : 60 000 Arbitrage : Nizar Watti |

| 14 janvier 1992 | Nigeria       | 2 – 1 | Kenya            | Stade Leopold Senghor, Dakar                    |                                                 |
|                 | Yekini 7e 15e |       | 89e (pen.) Weche | Spectateurs : 5 000 Arbitrage : Kadry Abdelazim | Spectateurs : 5 000 Arbitrage : Kadry Abdelazim |

| 16 janvier 1992 | Sénégal                             | 3 – 0 | Kenya | Stade Leopold Senghor, Dakar                |                                             |
|                 | Sané 46e · Bocandé 68e · Diagne 89e |       |       | Spectateurs : 50 000 Arbitrage : Omer Yengo | Spectateurs : 50 000 Arbitrage : Omer Yengo |

| Place | Nation  | Pts | J | G | N | P | Buts + | Buts - | Diff. |
| 1er   | Nigeria | 4   | 2 | 2 | 0 | 0 | 4      | 2      | +2    |
| 2e    | Sénégal | 2   | 2 | 1 | 0 | 1 | 4      | 2      | +2    |
| 3e    | Kenya   | 0   | 2 | 0 | 0 | 2 | 1      | 5      | -4    |

#### Groupe B
| 12 janvier 1992 | Cameroun       | 1 – 0 | Maroc | Stade Leopold Senghor, Dakar                   |                                                |
|                 | Kana-Biyik 23e |       |       | Spectateurs : 60 000 Arbitrage : Lim Kee Chong | Spectateurs : 60 000 Arbitrage : Lim Kee Chong |

| 14 janvier 1992 | Maroc     | 1 – 1 | Zaïre    | Stade Leopold Senghor, Dakar |                     |
|                 | Rokbi 89e |       | 89e Kona | Spectateurs : 5 000          | Spectateurs : 5 000 |

| 16 janvier 1992 | Cameroun       | 1 – 1 | Zaïre     | Stade Leopold Senghor, Dakar |                      |
|                 | Omam-Biyik 15e |       | 1re Tueba | Spectateurs : 10 000         | Spectateurs : 10 000 |

| Place | Nation   | Pts | J | G | N | P | Buts + | Buts - | Diff. |
| 1er   | Cameroun | 3   | 2 | 1 | 1 | 0 | 2      | 1      | +1    |
| 2e    | Zaïre    | 2   | 2 | 0 | 2 | 0 | 2      | 2      | 0     |
| 3e    | Maroc    | 1   | 2 | 0 | 1 | 1 | 1      | 2      | -1    |

#### Groupe C
| 13 janvier 1992 | Côte d'Ivoire                          | 3 – 0 | Algérie | Stade Aline Sitoe Diatta, Ziguinchor                     |                                                          |
|                 | A. Traoré 14e · Fofana 25e · Tiéhi 89e |       |         | Spectateurs : 5 000 Arbitrage : Mohamed Hounnake-Kouassi | Spectateurs : 5 000 Arbitrage : Mohamed Hounnake-Kouassi |
|                 | Rapport                                |       |         | Spectateurs : 5 000 Arbitrage : Mohamed Hounnake-Kouassi | Spectateurs : 5 000 Arbitrage : Mohamed Hounnake-Kouassi |

| 15 janvier 1992 | Côte d'Ivoire | 0 – 0 | Congo | Stade Aline Sitoe Diatta, Ziguinchor         |
|                 |               |       |       | Spectateurs : 5 000 Arbitrage : Ally Hafidhi |

| 17 janvier 1992 | Algérie     | 1 – 1 | Congo       | Stade Aline Sitoe Diatta, Ziguinchor                |                                                     |
|                 | Bouiche 44e |       | 6e Tchibota | Spectateurs : 5 000 Arbitrage : Christopher Musaabi | Spectateurs : 5 000 Arbitrage : Christopher Musaabi |
|                 | Rapport     |       |             | Spectateurs : 5 000 Arbitrage : Christopher Musaabi | Spectateurs : 5 000 Arbitrage : Christopher Musaabi |

| Place | Nation        | Pts | J | G | N | P | Buts + | Buts - | Diff. |
| 1er   | Côte d'Ivoire | 3   | 2 | 1 | 1 | 0 | 3      | 0      | +3    |
| 2e    | Congo         | 2   | 2 | 0 | 2 | 0 | 1      | 1      | 0     |
| 3e    | Algérie       | 1   | 2 | 0 | 1 | 1 | 1      | 4      | -3    |

#### Groupe D
| 13 janvier 1992 | Zambie      | 1 – 0 | Égypte | Stade Aline Sitoe Diatta, Ziguinchor |                     |
|                 | Kalusha 61e |       |        | Spectateurs : 5 000                  | Spectateurs : 5 000 |

| 15 janvier 1992 | Ghana          | 1 – 0 | Zambie | Stade Aline Sitoe Diatta, Ziguinchor            |                                                 |
|                 | Abedi Pelé 64e |       |        | Spectateurs : 5 000 Arbitrage : Abdelali Naciri | Spectateurs : 5 000 Arbitrage : Abdelali Naciri |

| 17 janvier 1992 | Ghana      | 1 – 0 | Égypte | Stade Aline Sitoe Diatta, Ziguinchor |                     |
|                 | Yeboah 89e |       |        | Spectateurs : 5 000                  | Spectateurs : 5 000 |

| Place | Nation | Pts | J | G | N | P | Buts + | Buts - | Diff. |
| 1er   | Ghana  | 4   | 2 | 2 | 0 | 0 | 2      | 0      | +2    |
| 2e    | Zambie | 2   | 2 | 1 | 0 | 1 | 1      | 1      | 0     |
| 3e    | Égypte | 0   | 2 | 0 | 0 | 2 | 0      | 2      | -2    |

### Tableau final
|  | Quarts de finale                           | Quarts de finale                           |                                            |                                            | Demi-finales                               | Demi-finales                               |   |  | Finale                                     | Finale                                     |
|  | Quarts de finale                           | Quarts de finale                           |                                            |                                            | Demi-finales                               | Demi-finales                               |   |  | Finale                                     | Finale                                     |
|  |                                            |                                            |                                            |                                            |                                            |                                            |   |  |                                            |                                            |
|  | 19 janvier 1992 - Stade de l'amitié, Dakar | 19 janvier 1992 - Stade de l'amitié, Dakar |                                            |                                            | 23 janvier 1992 - Stade de l'amitié, Dakar | 23 janvier 1992 - Stade de l'amitié, Dakar |   |  | 26 janvier 1992 - Stade de l'amitié, Dakar | 26 janvier 1992 - Stade de l'amitié, Dakar |
|  | 19 janvier 1992 - Stade de l'amitié, Dakar | 19 janvier 1992 - Stade de l'amitié, Dakar |                                            |                                            | 23 janvier 1992 - Stade de l'amitié, Dakar | 23 janvier 1992 - Stade de l'amitié, Dakar |   |  | 26 janvier 1992 - Stade de l'amitié, Dakar | 26 janvier 1992 - Stade de l'amitié, Dakar |
|  | Cameroun                                   | 1                                          |                                            |                                            | 23 janvier 1992 - Stade de l'amitié, Dakar | 23 janvier 1992 - Stade de l'amitié, Dakar |   |  | 26 janvier 1992 - Stade de l'amitié, Dakar | 26 janvier 1992 - Stade de l'amitié, Dakar |
|  | Cameroun                                   | 1                                          |                                            |                                            | 23 janvier 1992 - Stade de l'amitié, Dakar | 23 janvier 1992 - Stade de l'amitié, Dakar |   |  | 26 janvier 1992 - Stade de l'amitié, Dakar | 26 janvier 1992 - Stade de l'amitié, Dakar |
|  | Sénégal                                    | 0                                          |                                            |                                            | 23 janvier 1992 - Stade de l'amitié, Dakar | 23 janvier 1992 - Stade de l'amitié, Dakar |   |  | 26 janvier 1992 - Stade de l'amitié, Dakar | 26 janvier 1992 - Stade de l'amitié, Dakar |
|  | Sénégal                                    | 0                                          | Cameroun                                   | 0ap (1)                                    |                                            |                                            |   |  | 26 janvier 1992 - Stade de l'amitié, Dakar | 26 janvier 1992 - Stade de l'amitié, Dakar |
|  | 20 janvier 1992 - Stade de l'amitié, Dakar |                                            | Cameroun                                   | 0ap (1)                                    |                                            |                                            |   |  | 26 janvier 1992 - Stade de l'amitié, Dakar | 26 janvier 1992 - Stade de l'amitié, Dakar |
|  |                                            | Côte d'Ivoire                              | 0 tab(3)                                   |                                            |                                            |                                            |   |  | 26 janvier 1992 - Stade de l'amitié, Dakar | 26 janvier 1992 - Stade de l'amitié, Dakar |
|  | Côte d'Ivoire                              | Côte d'Ivoire                              | 0 tab(3)                                   | 1 ap                                       |                                            |                                            |   |  | 26 janvier 1992 - Stade de l'amitié, Dakar | 26 janvier 1992 - Stade de l'amitié, Dakar |
|  | Côte d'Ivoire                              |                                            |                                            | 1 ap                                       |                                            |                                            |   |  | 26 janvier 1992 - Stade de l'amitié, Dakar | 26 janvier 1992 - Stade de l'amitié, Dakar |
|  | Zambie                                     | 0                                          |                                            |                                            |                                            |                                            |   |  | 26 janvier 1992 - Stade de l'amitié, Dakar | 26 janvier 1992 - Stade de l'amitié, Dakar |
|  | Zambie                                     | 0                                          | Côte d'Ivoire                              | 0ap (11)                                   |                                            |                                            |   |  |                                            |                                            |
|  | 19 janvier 1992 - Stade de l'amitié, Dakar |                                            | Côte d'Ivoire                              | 0ap (11)                                   |                                            |                                            |   |  |                                            |                                            |
|  |                                            | Ghana                                      | 0 tab(10)                                  |                                            |                                            |                                            |   |  |                                            |                                            |
|  | Nigeria                                    | Ghana                                      | 0 tab(10)                                  | 1                                          |                                            |                                            |   |  |                                            |                                            |
|  | Nigeria                                    | 23 janvier 1992 - Stade de l'amitié, Dakar |                                            | 1                                          |                                            |                                            |   |  |                                            |                                            |
|  | Zaïre                                      | 0                                          |                                            |                                            |                                            |                                            |   |  |                                            |                                            |
|  | Zaïre                                      | 0                                          | Nigeria                                    | 1                                          |                                            |                                            |   |  |                                            |                                            |
|  | 20 janvier 1992 - Stade de l'amitié, Dakar | 20 janvier 1992 - Stade de l'amitié, Dakar | Nigeria                                    | 1                                          | Match pour la 3e place                     | Match pour la 3e place                     |   |  |                                            |                                            |
|  | 20 janvier 1992 - Stade de l'amitié, Dakar | 20 janvier 1992 - Stade de l'amitié, Dakar |                                            | Ghana                                      | Match pour la 3e place                     | Match pour la 3e place                     | 2 |  |                                            |                                            |
|  | Ghana                                      | 2                                          | 25 janvier 1992 - Stade de l'amitié, Dakar | 25 janvier 1992 - Stade de l'amitié, Dakar |                                            |                                            | 2 |  |                                            |                                            |
|  | Ghana                                      | 2                                          | 25 janvier 1992 - Stade de l'amitié, Dakar | 25 janvier 1992 - Stade de l'amitié, Dakar |                                            |                                            |   |  |                                            |                                            |
|  | Congo                                      | 1                                          |                                            | Cameroun                                   | 1                                          |                                            |   |  |                                            |                                            |
|  | Congo                                      | 1                                          |                                            | Cameroun                                   | 1                                          |                                            |   |  |                                            |                                            |
|  |                                            |                                            |                                            |                                            |                                            |                                            |   |  | Nigeria                                    | 2                                          |
|  |                                            |                                            |                                            |                                            |                                            |                                            |   |  | Nigeria                                    | 2                                          |

#### Quarts de finale
| 19 janvier 1992 | Nigeria    | 1 – 0 | Zaïre | Sénégal                                       |                                               |
|                 | Yekini 22e |       |       | Spectateurs : 10 000 Arbitrage : Idrissa Sarr | Spectateurs : 10 000 Arbitrage : Idrissa Sarr |

| 19 janvier 1992 | Cameroun    | 1 – 0 | Sénégal | Sénégal                                         |                                                 |
|                 | Ebongué 89e |       |         | Spectateurs : 35 000 Arbitrage : Kiichiro Tachi | Spectateurs : 35 000 Arbitrage : Kiichiro Tachi |

| 20 janvier 1992 | Côte d'Ivoire | 1 – 0 a. p. | Zambie | Sénégal                                                  |                                                          |
|                 | Sié 94e       |             |        | Spectateurs : 3 000 Arbitrage : Pierre Alain Mounguengui | Spectateurs : 3 000 Arbitrage : Pierre Alain Mounguengui |

| 20 janvier 1992 | Ghana                       | 2 – 1 | Congo        | Sénégal                                      |                                              |
|                 | Yeboah 29e · Abedi Pelé 57e |       | 52e Tchibota | Spectateurs : 15 000 Arbitrage : Alhagi Faye | Spectateurs : 15 000 Arbitrage : Alhagi Faye |

#### Demi-finales
| 23 janvier 1992 | Ghana                              | 2 – 1 | Nigeria     | Sénégal                                      |                                              |
|                 | Abedi Pelé 43e · Prince Polley 54e |       | 11e Adepoju | Spectateurs : 30 000 Arbitrage : Neji Jouini | Spectateurs : 30 000 Arbitrage : Neji Jouini |

| 23 janvier 1992                        | Cameroun          | 0 – 0 a. p.                           | Côte d'Ivoire | Sénégal                                        |
|                                        |                   |                                       |               | Spectateurs : 35 000 Arbitrage : Lim Kee Chong |
| Makanaky · Ebwelle · Oman-Biyik · Bell | Tirs au but 1 – 3 | Sekana · M. Traoré · Yago · A. Traoré |               |                                                |

#### Match pour la3eplace
| 25 janvier 1992 | Nigeria               | 2 – 1 | Cameroun    | Stade de l'amitié, Dakar                   |                                            |
|                 | Ekpo 75e · Yekini 88e |       | 85e Maboang | Spectateurs : 2 000 Arbitrage : Sinko Zeli | Spectateurs : 2 000 Arbitrage : Sinko Zeli |

#### Finale
| 26 janvier 1992                                                                                              | Côte d'Ivoire       | 0 – 0 a. p.                                                                                           | Ghana | Stade de l'amitié, Dakar                     |
| |                     | |       | Spectateurs : 47 500 Arbitrage : Badara Sène |
| Kouamé · Hobou · Sekana · M. Traoré · Tiéhi · Gadji-Celi · Kouadio · Abouo · Maguy · Sie · Gouamené · Kouamé | Tirs au but 11 – 10 | Baffoe · Lamptey · Naawu · Asare · Yeboah · Mensah · Armah · Abroah · Ampeah · Opoku · Ansah · Baffoe |       |                                              |

### Classement de la compétition
| |               |                         |
| \| Place \| Nation \| Stade de la compétition \| \| ------------------ \| ------------- \| ----------------------- \| \| Médaille d'or \| Côte d'Ivoire \| Vainqueur \| \| Médaille d'argent \| Ghana \| Finaliste \| \| Médaille de bronze \| Nigeria \| Demi-finale \| \| 4 \| Cameroun \| Demi-finale \| \| 5 \| Sénégal \| Quarts de finale \| \| 6 \| Zambie \| Quarts de finale \| \| / \| Zaïre \| Quarts de finale \| \| / \| Congo \| Quarts de finale \| \| 9 \| Maroc \| Premier tour \| \| / \| Algérie T \| Premier tour \| \| 11 \| Égypte \| Premier tour \| \| / \| Kenya \| Premier tour \| |               |                         |
| Place | Nation        | Stade de la compétition |
| Médaille d'or | Côte d'Ivoire | Vainqueur               |
| Médaille d'argent | Ghana         | Finaliste               |
| Médaille de bronze | Nigeria       | Demi-finale             |
| 4 | Cameroun      | Demi-finale             |
| 5 | Sénégal       | Quarts de finale        |
| 6 | Zambie        | Quarts de finale        |
| / | Zaïre         | Quarts de finale        |
| / | Congo         | Quarts de finale        |
| 9 | Maroc         | Premier tour            |
| / | Algérie T     | Premier tour            |
| 11 | Égypte        | Premier tour            |
| / | Kenya         | Premier tour            |

### Résumé par équipe
| Équipe        | Matches | Victoires | Nuls | Défaites | BP | BC | Diff. | Progression             |
| ------------- | ------- | --------- | ---- | -------- | -- | -- | ----- | ----------------------- |
| Côte d'Ivoire | 5       | 2         | 3    | 0        | 4  | 1  | +3    | Vainqueur               |
| Ghana         | 5       | 4         | 1    | 0        | 6  | 2  | +4    | Finaliste               |
| Nigeria       | 5       | 4         | 0    | 1        | 8  | 5  | +3    | Demi-finale (troisième) |
| Cameroun      | 5       | 2         | 2    | 1        | 5  | 4  | +1    | Demi-finale (quatrième) |
| Sénégal       | 3       | 1         | 0    | 2        | 4  | 3  | +1    | Quart-finale            |
| Zambie        | 3       | 1         | 0    | 2        | 1  | 2  | -1    | Quart-finale            |
| Zaïre         | 3       | 0         | 2    | 1        | 2  | 3  | -1    | Quart-finale            |
| Congo         | 3       | 0         | 2    | 1        | 2  | 3  | -1    | Quart-finale            |
| Maroc         | 2       | 0         | 1    | 1        | 1  | 2  | -1    | Premier Tour            |
| Algérie       | 2       | 0         | 1    | 1        | 1  | 4  | -3    | Premier Tour            |
| Égypte        | 2       | 0         | 0    | 2        | 0  | 2  | -2    | Premier Tour            |
| Kenya         | 2       | 0         | 0    | 2        | 1  | 5  | -4    | Premier Tour            |

### Équipe type de la compétition
| Gardien        | Défenseurs                                              | Milieux                                                            | Attaquants                    | Sélectionneur |
| -------------- | ------------------------------------------------------- | ------------------------------------------------------------------ | ----------------------------- | ------------- |
| Alain Gouaméné | Basile Aka Kouamé Sam Abouo Stephen Keshi Adolphe Mendy | Jacques Kinkomba Kingambo Abedi Pele Jean-Claude Pagal Serge Maguy | Rashidi Yekini Anthony Yeboah | Yéo Martial   |

### Meilleurs buteurs
- Rashidi Yekini  Nigeria (4 buts)
- Abedi Pele  Ghana (3 buts)